# Libocedrus yateensis
Libocedrus yateensis ist eine Koniferenart aus der Gattung der Schuppenzedern (Libocedrus), die immergrüne Sträucher oder kleine Bäume bildet. Das Verbreitungsgebiet liegt in der Nord- und Südprovinz von Neukaledonien. Dort wächst sie in Flusstälern in Höhen von 150 bis 600 Metern. Sie ist stark gefährdet und hat keine wirtschaftliche Bedeutung.

## Beschreibung

### Habitus
Libocedrus yateensis bildet Sträucher oder kleine, 2 bis 10 manchmal auch 12 Meter hohe Bäume mit Stammdurchmessern von 10 bis 30 Zentimetern. Die Borke ist rau und schuppig, rötlich braun und blättert in dünnen, longitudinalen, unregelmäßigen Streifen und Platten ab. Die Äste sind aufsteigend oder ausgebreitet und bilden bei jungen Bäumen eine konische Krone, die später buschig wird. Die belaubten Zweige ähneln Farnwedeln und bilden dichte Büschel. Die äußersten Zweige wachsen beinahe gegenständig bis wechselständig, sind vollkommen von Blättern bedeckt, bleibend, ungleich lang und verkürzen sich zum Ende des Hauptzweigs hin. Sie haben einen Querschnitt von etwa 4 Millimetern.

### Blätter
Die Blätter wachsen kreuzgegenständig und sind besonders an den äußeren Zweigen zur Spitze hin zurückgebogen oder abstehend. An den äußersten Zweigen sind sie überlappend und deutlich zweigestaltig. Die Flächenblätter sind 1,5 bis 2 Millimeter lang, rhombisch, angedrückt, zur Spitze hin gekielt, bespitzt und an der Basis teilweise von den Kantenblättern überdeckt. Die Kantenblätter sind beidseitig abgeflacht, abstehend, sichelförmig-lanzettlich, 2 bis 5 Millimeter lang und 1 bis 2 Millimeter breit, ganzrandig bis trockenhäutig, mit spitzer bis zugespitzter Spitze. Die Blätter bilden beidseitig Spaltöffnungen, bei Flächenblättern nahe der Basis, bei den Kantenblättern sind sie auf der Oberseite undeutlich, auf der Unterseite in einem bis zur Blattspitze reichenden deutlich sichtbaren Band ausgebildet. Die Blätter sind glänzend olivgrün, die Spaltöffnungsstreifen bläulich weiß.

### Zapfen und Samen
Die Pollenzapfen stehen einzeln an Zweigenden. Sie sind zylindrisch, 5 bis 8 manchmal bis 10 Millimeter lang bei Durchmessern von 2 bis 2,5 Millimetern. Die 16 bis 24 Mikrosporophylle wachsen kreuzgegenständig. Sie sind schildförmig, bespitzt, gekielt, ganzrandig und haben vier kleine, gelbe, abaxiale Pollensäcke. Die Samenzapfen stehen an Enden von Zweigen, die beinahe gleichgestaltige Blätter bilden. Sie entwickeln sich innerhalb einer Wachstumsperiode und werden dabei dünn holzig. Die beiden oberen Deckschuppen sind 8 bis 9 Millimeter lang und 3 bis 4 Millimeter breit, das untere Paar ist kleiner mit Längen von 4 bis 6 Millimetern und Breiten von etwa 2 Millimetern. Beide Paare sind leicht faltig und bilden einen 9 bis 10 Millimeter langen Zapfen. Je Zapfen werden ein oder zwei eiförmig-längliche, leicht abgeflachte, 5 bis 6 Millimeter lange und etwa 2,5 Millimeter breite, hellbraune Samen mit zwei gegenständigen, dünnhäutigen Flügeln gebildet. Der kleinere Flügel bildet einen weniger als 1 Millimeter breiten Streifen, der größere ist gelblich braun, oval-länglich, 6 bis 7 Millimeter lang und 2,5 bis 3 Millimeter breit.

## Verbreitung und Standortansprüche
Das natürliche Verbreitungsgebiet von Libocedrus yateensis liegt auf Neukaledonien in der Südprovinz am Rivière Bleue-Yaté River und am Ouinné River und in der  Nordprovinz bei Povila. Die Art wächst in Höhen von 150 bis 600 Metern auf Sedimenten entlang weniger Flussläufe als Einzelbäume oder in kleinen Gruppen. Als einzigen weiteren Vertreter der Zypressengewächse findet man Neocallitropsis pancheri in diesem Lebensraum neben verschiedenen Strauch- und Farnarten.

## Gefährdung
In der Roten Liste der IUCN wird Libocedrus yateensis als stark gefährdet („Endangered“) geführt.
Das Verbreitungsgebiet der Art beschränkt sich auf 24 Quadratkilometer aufgeteilt in drei isolierte Populationen. Zwei Populationen existieren in Flusstälern in der Südprovinz, eine davon geschützt im Parq Rivière Bleue de Yaté. Eine Population befindet sich in der Nordprovinz nahe Povila. Die Bedingungen verschlechtern sich jedoch aufgrund von Waldbränden und fehlender Regeneration.

## Systematik und Forschungsgeschichte
Libocedrus yateensis ist eine Art der Gattung der Schuppenzedern (Libocedrus) in der Familie der Zypressengewächse (Cupressaceae). Sie wurde 1949 von André Guillaumin im Bulletin du Muséum National d'Histoire Naturelle erstbeschrieben. Der Gattungsname Libocedrus leitet sich vom Griechischen libos für „Träne“ oder „Tropfen“ ab, verweist damit auf austretende Harztropfen, und von cedrus dem Gattungsnamen der Zedern. Das Artepitheton yateensis verweist auf die Ortsbezeichnung Yaté, dem Fundort der zur Erstbeschreibung geführt hat.
Alexander Borissowitsch Doweld ordnete 2001 die drei Schuppenzedernarten aus Neukaledonien, Libocedrus yateensis, Libocedrus austrocaledonica und Libocedrus chevalieri, einer eigenen Gattung Stegocedrus zu. Diese Einordnung ist jedoch nicht anerkannt, Stegocedrus yateensis ist nur ein Synonym der Art.

## Verwendung
Die Art wird nicht wirtschaftlich genutzt. Einige junge Pflanzen werden in wenigen botanischen Gärten in Glashäusern zu Forschungszwecken kultiviert.